# 诸圣座堂 (埃德蒙顿)
诸圣座堂（英語：All Saints ' Anglican Cathedral）是加拿大圣公会埃德蒙顿教区的主教座堂，教区范围涵盖阿尔伯塔省中部。

## 历史
该堂由圣公会传教士威廉·牛顿创建于1875年。他来自安大略省，在1875年9月28日到达埃德蒙顿。到1895年，堂会有了大幅增长，需要新的建筑。
目前的建筑位于埃德蒙顿市中心的103街，在1956年5月10日献堂。教区的会议厅位于二楼。
诸圣座堂接纳来自南苏丹的移民信徒。他们使用丁卡人语言礼拜。